# Via Amerina
La Via Amerina, fu una via di collegamento interna che si diverticolava dalla Cassia nei pressi della Valle di Baccano percorrendo la fascia destra del Tevere parallelamente alla successiva Via Flaminia. Il nome è dato dal tracciato tra Faleri Novi e la prima città che raggiungeva Ameria e costituisce la prima via pubblica di collegamento tra Roma e l’Umbria. 
A partire dal 153 a. C. La cd. via Annia in epoca romana ricomprese anche la via Amerina nel percorso Roma - Aquileia.

## Via Annia
La via Annia, ritenuta dagli studiosi una strada vicinale del territorio falisco, abbiamo testimonianza a nord di Roma, presso Civita Castellana, da due iscrizioni, forse provenienti entrambe da Falerii Novi, i cui ruderi sono stati saccheggiati per secoli. La prima, di età augustea, ricorda che quattro Magistri Augustales una viam Augustam ab Via Annia extra portam ad Cereris silice sternendam curarunt pecunia sua pro ludis. La seconda, trasportata probabilmente da Falerii Novi a Campagnano, dove la vide Ciriaco d’Ancona, attesta analogamente una viam Augustam a porta Cimina usque ad Anniam. I lavori sono dunque relativi ad una via processionale di importanza locale della colonia Iunonia Falisca a partire dall’asse viario centrale costituito dalla via Annia; la nuova arteria era stata denominata Augusta, forse perché vi si svolgevano le feste organizzate dagli Augustali in onore di Augusto. Sembra trattarsi della strada principale che attraversava l’abitato da ovest ad est, dalla porta occidentale o Cimina (ne esce una strada diretta verso il Mons Ciminius) alla porta orientale diretta ai santuari presso l’abitato distrutto di Falerii Veteres (Civita Castellana). Era pertanto ortogonale alla via Annia, che fu assunta come punto di partenza una volta per la sistemazione della metà est e una volta della metà ovest di questa via Augusta. A quest’ultima via Annia debbono riferirsi diversi documenti epigrafici relativi ai curatores viae Anniae, in quanto questa viene inserita in un fascio di strade dirette a nord di Roma e che venivano gestite normalmente in blocco.

## Epoca romana
La via Amerina o Via Annia, fu aperta nel 241-240 a.C. unendo tracciati locali ancora più antichi che collegavano Veio con Ameria (l'attuale Amelia in Umbria) attraversando tutto il territorio falisco e toccando i suoi principali centri: Nepet (Nepi), Falerii (Civita Castellana), Fescennium (forse Corchiano), Gallese, Vasanello e Hortae (Orte).
A Nord di Ameria riprese altri antichi collegamenti che si dirigevano verso la media e l'alta valle del Tevere lungo il confine con il territorio etrusco (Tuder, Vettona e Perusia), poi verso l'Adriatico attraverso il territorio degli Umbri.
I Falisci, che parlavano e scrivevano una lingua simile al latino arcaico, insieme ai Veienti e ai Capenati, abitavano il territorio attraversato gia' dalla viabilita' arcaica e a partire dal IV secolo a.C. vennero interessati dal processo storico della "romanizzazione" ovvero la conquista graduale da parte di Roma e l'imposizione delle sue leggi, della sua organizzazione politica, religiosa e militare, processo che si concluse alla fine della guerra sociale con la promulgazione della Lex Iulia nel 90 a.C., con la quale venne estesa la cittadinanza romana a tutti gli abitanti della penisola ad eccezione, naturalmente, degli schiavi.

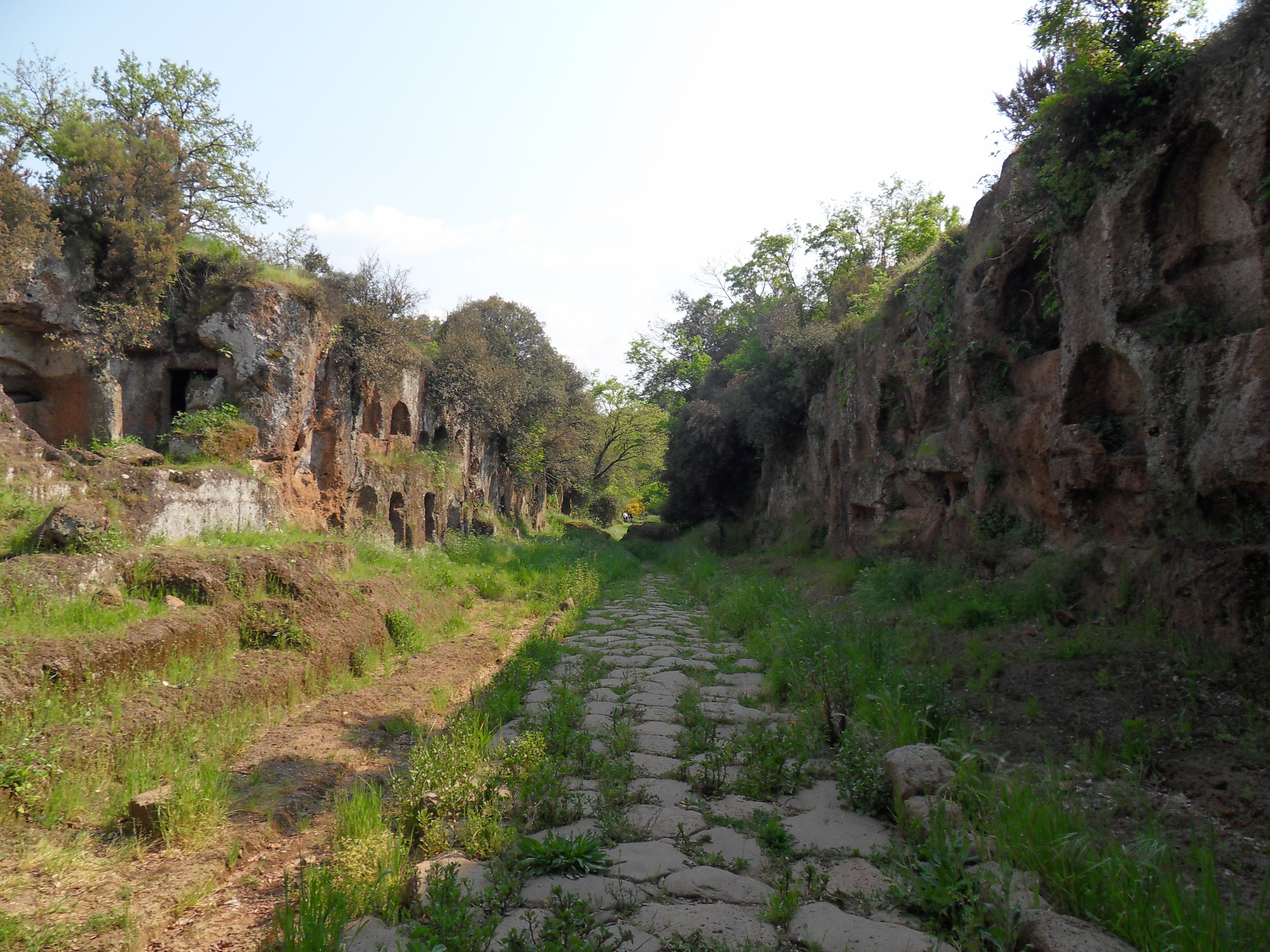
Antica via Annia nei pressi di Faleri Novi

Il tracciato della via Amerina o via Annia, ricalcava i tracciati viari arcaici, che prima del 241 iniziavano da Veio, una volta distrutta questa città dai romani intorno al 396 a.C. venne collegato con Roma partendo presumibilmente come per la via Clodia da ponte Milvio; in seguito anche le consolari Flaminia, Cassia e la via Tiberina furono costruite uscendo dalla città nello stesso punto, la Flaminia nel 220 a.C. mentre l'origine della Cassia è incerta: le date più accreditate sono il 154 e il 127 a.C. Comunque quest'ultima ricalcò, inglobandolo, il primo tratto del percorso dei percorsi viabili arcaici fino alla mansio ad Vacanas (valle di Baccano), vicino all'attuale Campagnano di Roma da dove poi la Cassia proseguiva verso la Tuscia o Etruria, mentre l'Amerina o via Annia si dirigeva verso Nepi, Faleri Novi, fino ad Ameria.
La distanza totale da Roma ad Ameria era di 56 miglia come ci riferisce Cicerone nell'Orazione Pro Sexto Roscio Amerino (circa 80 a.C.). Tale distanza viene pressoché confermata dalla Tavola Peutingeriana che di miglia ne segna 55, cioè 21 da Roma alla mansio ad Vacanas sulla Cassia e altre 34 fino ad Ameria. Dopo Ameria, secondo quando indicato nella predetta Tavola Peutingeriana la strada proseguiva verso Todi, Bettona e Perugia per poi confluire sulla Cassia a Chiusi. Comunque all'uscita di Perugia si biforcava: un ramo andava verso ovest a Chiusi ed un altro invece raggiungeva Gubbio e a Luceoli (Cantiano) attraverso il passo di Scheggia si congiungeva con la via Flaminia.

## La diffusione del Cristianesimo
La via Amerina ebbe un ruolo primario anche in un altro processo fondamentale della grande storia che contribuì alla formazione della cultura occidentale ed europea: la diffusione del Cristianesimo. Lo testimoniano le memorie dei Martiri ed i luoghi di culto dislocati lungo la via.
Santi e Martiri di ogni ceto ed estrazione sociale: militari, funzionari dello stato, presbiteri, vescovi, semplici fanciulle a cominciare dai SS. Tolomeo e Romano (Nepi), ai SS. Fermina, Olimpiade e Secondo (Amelia), ai Gratiliano e Felicissima (Falerii novi), ad Illuminata, Cassiano, Fortunato e Terenziano (Todi), e poi Giovenale (Orte), Valentino, fino ad Apollinare e agli altri Santi ravennati.
Nei secoli della tarda antichità il territorio venne percorso ad ondate successive dai vari eserciti di barbari che scendevano verso Roma: dagli Ostrogoti di Teodorico e Totila, che nel 548, dopo Perugia, devastarono anche Amelia, ai Longobardi, che crearono un regno separato spezzando l'unità politica della penisola; lungo la medesima via si svolsero anche diversi scontri, sia durante la Guerra gotica (che devastò profondamente il territorio umbro), che durante il lungo contrasto che oppose Longobardi e Bizantini. In questo contesto le istituzioni ereditate dall'Impero d'Occidente (magister militum, Praefectus urbi) furono notevolmente logorate; i pontefici romani, andarono sempre più riempiendo il vuoto lasciato dalla dissoluzione di tali cariche.

## Il corridoio bizantino
Proprio l'arrivo dei Longobardi aveva provocato la creazione di un regno longobardo, che comprendeva tutta l'Italia settentrionale nonché la Tuscia (Langobardia Maior) e, al centro-sud, il ducato di Spoleto e quello di Benevento (Langobardia Minor). Nel mezzo vi erano i possedimenti Bizantini, collegati tra loro da uno stretto lembo di terra nel quale si distendeva l'intero corso del fiume Tevere e appunto la via Amerina, che i Bizantini difesero strenuamente per oltre duecento anni, anche attraverso la realizzazione di un sistema di torri e castra (fortificazioni) posti nei luoghi ritenuti più idonei dal punto di vista strategico tra le principali città, nonostante i ripetuti attacchi da parte dei Longobardi ed il mutamento continuo delle linee di confine.

Questo insieme di città, fortificazioni e territorio posto tra i ducati longobardi della Tuscia e di Spoleto, venne denominato "Corridoio Bizantino". 

Mappa dell'Italia in cui sono evidenziati i possedimenti bizantini e quelli longobardi.

L'asse portante di questo corridoio era rappresentato dalla via Amerina, in quanto il percorso della via Flaminia era stato interrotto dalla conquista longobarda di Spoleto e di Narni. La strada, che partiva da Roma, proseguiva in linea retta verso nord toccando Nepi ed Orte, sulla sponda sinistra del Tevere. Attraversata Orte si portava sul lato destro del fiume, passando per Todi e di nuovo sul lato sinistro toccando Perugia. In epoca bizantina, giunta sull'Appennino umbro-marchigiano riprendeva, dopo Luceoli, il tracciato della Via Flaminia e, dopo Rimini, la Via Popilia, giungendo infine a Ravenna.
In quel periodo, il fatto più importante legato alle vicende del Corridoio bizantino fu la restituzione, da parte del re longobardo Liutprando a Papa Zaccaria, di un gruppo di città in precedenza strappate ai Bizantini. La donazione avvenne nel 742 presso Terni, nella Basilica di San Valentino o secondo altra tradizione nella chiesa, ancora esistente, di San Salvatore; le città interessate erano Ameria, Orte, Gallese, Bomarzo e Blera, poste lungo la sempre instabile linea di confine tra i due territori; pochi decenni prima era avvenuta anche la donazione al papa di Nepi e Sutri, altre città gravitanti sulla via Amerina.
Dopo la sottomissione dei longobardi al Regno franco (a opera di Carlo Magno, nel 774), l'importanza strategica della via Amerina venne a cadere; ma altri pericoli, questa volta provenienti da sud, vennero da parte dei Saraceni che, negli anni a cavallo tra il IX e il X secolo, saccheggiarono ripetutamente le coste laziali, devastarono le basiliche di San Pietro e San Paolo a Roma, e giunsero in molte occasioni fino a Nepi, a Narni e in altre località della Valle del Tevere. Proprio per il timore delle loro scorrerie, papa Leone IV intorno all'850 fece riparare le mura di Amelia e di Orte, che qualche anno prima avevano subito seri danni anche a causa di un violento terremoto.
Nella seconda metà del X secolo la via Amerina venne ripetutamente percorsa dagli imperatori germanici della casa di Sassonia che si recavano a Roma per l'incoronazione: ricordiamo in questo periodo il trafugamento delle reliquie di sant'Imerio, portate da Amelia a Cremona (965 circa) e il Sinodo tenuto da Ottone III e dal papa Silvestro II nella Cattedrale di Todi il 25 dicembre dell'anno 1001, mentre i due sovrani erano diretti da Ravenna a Roma. Nella seconda metà dell'XI secolo la strada riacquistò importanza poiché il crollo del ponte di Narni (1054), deviò su di essa tutto il traffico della Flaminia occidentale. Un'altra data cruciale è certamente quella del 1100, quando truppe normanne, nell'ambito della complessa lotta per le investiture, distrussero la città di Falerii Novi sulle cui rovine venne poi costruita l'Abbazia di S. Maria di Falleri. Altri imperatori ed altri eserciti, quasi certamente, percorsero la via Amerina: da Lotario II, che saccheggiò Amelia nel 1131, alle truppe guidate nel 1173 da Cristiano di Magonza, luogotenente di Federico Barbarossa; poi quelle di Enrico VI nel 1186 e da ultimo quelle di Federico II di Svevia responsabili di un'altra devastazione di Amelia, avvenuta intorno al 1240; in questi anni lo stesso imperatore svevo fu ad Amelia e ad Orte, come testimonia la datazione topica di alcune lettere.
Almeno una volta deve essere transitato sulla via Amerina, di ritorno da Roma nel 1209, dopo la cosiddetta approvazione orale della Regola da parte di Innocenzo III, anche san Francesco.
I biografi raccontano della sua sosta ad Orte per una quindicina di giorni ( in luogo che poi gli storici successivi individuarono nella chiesa di S. Nicolao tra Orte e Castel Bagnolo, distrutta nel corso degli eventi bellici della seconda guerra mondiale) e del passaggio attraverso una zona ricca di sorgenti d'acqua ferruginosa e di fumarole di tipo solfureo, individuabili forse con le sorgenti dell'acqua acetosa presso la chiesa di san Lorenzo e con le solfatare lungo il Rio Grande.
Terminati i vari passaggi imperiali, fu la volta, nei secoli XIV e XV, delle numerose compagnie di ventura a susseguirsi lungo la via Amerina, ma fu un andirivieni troppo difficile da sintetizzare.
Da ultimi passarono l'esercito francese di Carlo VIII (una parte) nel 1494 e i Lanzichenecchi di Carlo V di ritorno dal Sacco di Roma del 1527: per il ritorno verso nord molti scelsero la via Amerina, strinsero d'assedio Orte, che si salvò per aver murato tutte le porte di accesso dopo avere fatto buona scorta di viveri; da qui i Lanzi dirottarono su Narni, che era rimasta impreparata e ne pagò le conseguenze subendo un brutale saccheggio; Amelia fu più fortunata perché vi si diressero le truppe spagnole, le quali non si resero protagoniste dei medesimi eccessi.
La fine della funzionalità della via Amerina va imputata ai ripetuti crolli del ponte di Orte che alla fine, dopo la prima metà del 1500, non venne più ricostruito. Alcuni accenni a restauri del tracciato si ebbero esclusivamente in occasione del Giubileo del 1600.
Nel frattempo però altri cambiamenti di percorso e di funzioni erano avvenuti: per esempio, tra Amelia e Todi la via di fondovalle lungo il torrente Arnata era stata gradualmente dismessa e sostituita da altre direttrici che raccordavano i paesi fortificati ed i castelli sorti sui crinali a presidio del vecchio Corridoio Bizantino.
Terminata la funzione militare svolta fino alla sottomissione dei longobardi, anche la via Amerina, al pari delle altre strade che venivano dal nord, cominciò ad essere percorsa da frotte di pellegrini che si recavano verso la Città Santa, dapprima con scopi penitenziali, quindi sempre più numerosi specialmente dopo la promulgazione dei Giubilei a partire da quello indetto da Papa Bonifacio VIII nel 1300. Il passaggio dei pellegrini è attestato da numerosi toponimi riferiti ad ospizi, ospedali ed osterie nonché da numerose chiese, eremi e conventi, utili a ricostruire i tratti del tracciato originario andato in disuso.

## Il tracciato
Vanno subito distinte due parti: la prima inizia dalla mansio ad Vacanas e giunge ad Ameria (Amelia), la seconda parte da Ameria e prosegue per Todi, Perugia, Gubbio, Luceoli; la prima era sicuramente basolata, la seconda probabilmente no. Quindi la prima parte è sicuramente individuabile per quasi tutto il suo tracciato, perché vari tratti di basolato emergono perfettamente conservati, utilizzati talvolta ancora come strade inter-poderali.
Tra i secoli XIX e XX numerosi rilevamenti e scavi sono stati effettuati dall'Istituto Britannico fino a Puntone del Ponte (insediamento falisco situato tra Corchiano e Gallese/Vasanello). Dal 1973 al 1985 l'archeologo T. Potter ha condotto altre ricerche nei dintorni di Nepi, sull'antico abitato di Narce, che sorgeva lungo l'Amerina, e sulla domusculta di Capracorum, un insediamento rurale, poi fortificato, fondato da papa Adriano I intorno all'anno 780 poco a nord dell'attuale paese di Formello. Nel 1983 sono cominciati da parte del Gruppo Archeologico Romano gli scavi in località San Lorenzo, Tre Ponti e Cavo degli Zucchi, a sud di Falerii Novi, scavi che hanno rivelato, ai margini del basolato perfettamente conservato e poggiato su precedenti strade ricavate nel tufo, la necropoli della città, con sepolture databili dal II secolo a.C. al IV dell'era volgare. Alcune di queste tombe sono state rinvenute intatte, nonostante la frequentazione bimillenaria del sito.
Da Puntone del Ponte la strada giungeva a Vasanello passando ad Ovest di Gallese nei pressi della stazione ferroviaria di Montilapi e da lì scendeva verso la pianura a nord di Orte, costeggiava il lago Vadimone e attraversava il Tevere con un traghetto nei pressi del porto di Seripola, dove restano tracce di un'antica tagliata. Probabilmente in età severiana (III secolo) il primitivo percorso venne spostato più verso la città di Orte ed il passaggio del Tevere assicurato da un ponte, popolarmente detto «di Augusto», quello crollato nei primi decenni del Cinquecento e di cui sono ancora evidenti le rovine; la via si ricongiungeva all'antico tracciato poco più a nord. Da qui la strada seguiva il corso del Rio Grande fino alle pendici orientali di Montenero e poi verso Amelia sull'attuale tracciato della provinciale ai lati della quale emergono inconfondibili testimonianze del suo passaggio, peraltro documentato fino al XVIII secolo dalle relazioni delle visite periodiche dei maggiorenti della città di Amelia ai confini del Comune, sulle quali viene riportato che «partendo da Porta Busolina prendevano la strada romana fino a Montenero, ecc.» 
Dopo il crollo del ponte di Orte, il traffico sulla via Amerina diminuì considerevolmente, e da quel momento fino alla costruzione di un nuovo ponte nel 1860, l'attraversamento del Tevere fu assicurato da una barca.
Il secondo tratto della via – da Amelia per Todi, Perugia, Gubbio – attraversava il Rio Grande appena fuori dalla città, proseguiva poi lungo la sponda destra fino al Ponte di San Leonardo, dove tornava sulla riva sinistra, proseguiva lungo la vallata fino a Castel dell'Aquila; da qui la strada saliva fino alla cosiddetta mestaiola di Sismano, nei pressi del castello di Civitella Mogliemala, poi si tuffava nella valle del torrente Arnata, che costeggiava e attraversava in più punti su ponti tuttora esistenti, fino a raggiungere Todi ove entrava da porta Amerina a formare il cardo maximus della città.
Nel medioevo però, con la nascita dei castelli, spesso sul luogo di antiche torri di difesa costruite al tempo del Corridoio Bizantino, fu gradualmente abbandonato il percorso di fondovalle e sostituito da un nuovo tracciato di crinale, parallelo a quello più antico, che univa gli insediamenti sorti nel frattempo: Avigliano, Dunarobba, Sismano, Pesciano, Montenero, Vasciano, oppure sul lato opposto Sambucetole, Lacuscello, Collicello, Canale, Frattuccia, Castel dell'Aquila, Camerata, Torre Gentile, Fiore e Torre Olivola, che rappresenta la più imponente e strategica fortificazione posta a vigilare sulla valle dell'Arnata tra Castel dell'Aquila e Todi.
Attraversato il foro di Todi, la strada romana usciva verso nord, attraversava il torrente Rio e si dirigeva verso Deruta e Vettona (Bettona), correndo lungo la riva sinistra del Tevere sul percorso sostanzialmente ricalcato dalla moderna via Tiberina.
Di questa parte del percorso a nord di Amelia non restano però grandi emergenze monumentali anche perché si trattava forse di una via glareata, coperta cioè da un semplice acciottolato. Sono comunque ancora visibili molte tracce risalenti al periodo medievale: ponti, ruderi di fortificazioni e di torri nate per la difesa, le segnalazioni e gli avvistamenti; poi chiese (spesso dedicate a san Giacomo, come quella di San Giacomo de redere poco a nord di Amelia, o quella di Castel dell'Aquila), ospedali e ricoveri per i pellegrini (quelli della SS. Trinità e di santa Maria Maddalena presso Todi), ad indicare i quali talvolta è rimasto solo il toponimo sulla carta geografica o il ricordo in logori documenti di archivio.
In questi ultimi anni numerosi pellegrini hanno ripreso a percorre l'antico tracciato della Via Amerina per giungere a piedi da Assisi a Roma o viceversa. Il tracciato ricalca l'antico percorso e sempre più parrocchie ed istituzioni religiose si sono organizzate per dare ospitalità ai pellegrini di passaggio lungo questo rinnovato itinerario di pellegrinaggio ora denominato «Cammino della Luce».